# 中ノ島 (長崎県)
中ノ島（なかのしま）は、長崎県長崎市（旧：西彼杵郡高島町）に属する無人島。高島の南西約1.5kmにある。また本島の南南西約700メートルの位置に「軍艦島」の通称で知られる端島がある。中ノ島でも、端島と同様に炭鉱開発も試みられたが、こちらは短命に終わった。その後は、端島住民の公園や火葬場・墓地として利用されてきたが、端島の炭鉱が閉山した後は、端島同様放棄された。

## 歴史
1879年（明治12年）に中ノ島で炭鉱の開発が始まる。この際、深さ69mの立坑が掘削された。1884年（明治17年）、一度官有となった後、三菱社へと売却された。三菱社への売却後、竪坑が2本掘削され、本格的な操業が開始されたものの、坑道での出水が多かったことから採掘が困難となり、1893年（明治26年）には操業を停止、三菱社への売却からわずか9年で閉山した。稼働時の総出炭量は、約84万tであった。隣の島である端島においても、1886年（明治19年）より本格的な石炭採掘が開始されており、中ノ島炭鉱閉山の3年前、1890年（明治23年）に、中ノ島炭鉱と同じ三菱社へと売却されている。
中ノ島炭鉱閉山後、島には桜が移植され、花見が行えるように整備されたり、海浜レジャーの場として利用された。歴史が下るにつれて、人口密度が急激に上昇した端島では緑化運動が広まり、その一環として中ノ島に緑化公園が造成されることとなった。公園の造成は、1962年（昭和37年）から高島町によって開始され、遊歩道・展望台・遊具が設置され、全島が緑地公園となった。また、端島には火葬場と墓地が存在せず、中ノ島に火葬場と墓地（納骨堂）も設置されていた。
1974年（昭和49年）4月20日に端島炭鉱が閉山。中ノ島も端島と同様に放棄された。以後は、釣り人が訪れる程度となっていた。
2014年（平成26年）、中ノ島炭鉱跡が「高島炭鉱跡」の一部として、国の史跡に指定された。
島内には、竪坑を含む炭鉱時代の遺構や、水上公園の遺構、火葬炉・納骨堂の遺構などが点在しているが、島への上陸は禁止されている。

## アクセス
島への定期便はないため、チャーター便を利用する必要がある。